# Thám hiểm Nimrod
Thám hiểm Nam Cực Anh 1907-1909, hay còn gọi là thám hiểm Nimrod, là đợt đầu tiên trong ba cuộc thám hiểm đến Nam Cực do Ernest Shackleton dẫn đầu. Mục tiêu chính của nó, trong một số mục tiêu địa lý và khoa học, đã là người đầu tiên đến Nam Cực. Điều này đã không đạt được, nhưng hành trình đến phía Nam của đoàn thám hiểm đã đạt đến đến Cực Viễn Nam 88 ° 23 'S, chỉ 97,5 hải lý (180,6 km; 112,2 dặm) từ cực. Cho đến nay là cuộc hành trình dài nhất ở cực nam đến ngày đó và một tụ kỷ lục ở hai cực. Một nhóm riêng biệt do giáo sư địa chất người Úc gốc Wales Edgeworth David đạt vị trí ước tính của cực Nam từ.
Nhóm này cũng là người đầu tiên leo lên núi Erebus. 
Đoàn thám hiểm thiếu sự hỗ trợ của chính phủ hoặc tổ chức, và dựa vào các khoản vay tư nhân và cá nhân đóng góp. Nó đã gặp phải vấn đề tài chính và công tác chuẩn bị cho chuyến thám hiểm đã vội vã. Tàu của đoàn thám hiểm, Nimrod, ít hơn một nửa kích thước của tàu thám hiểm Discovery 1901-1904 của Robert Falcon Scott, Shackleton và thủy thủ đoàn thiếu kinh nghiệm có liên quan. Tranh cãi xuất phát từ các quyết định của Shackleton 
Khi cả nhóm trở lại, họ gần như đã trở thành anh hùng của thế giới. Shackleton đã nhận được nhiều giải thưởng. Các giải thưởng bao gồm cả việc được phong tước hiệp sĩ bởi Vua Edward VIII của Anh.